# Bréhain-la-Ville
Pour les articles homonymes, voir Bréhain et Château-Bréhain.
Bréhain-la-Ville est une commune française située dans le département de Meurthe-et-Moselle, en région Grand Est.

## Géographie
| Villers-la-Montagne | Tiercelet        | Villerupt  |
| Morfontaine         | Bréhain-la-Ville | Crusnes    |
| Fillières           |                  | Errouville |

### Hydrographie
La commune est traversée par la ligne de partage des eaux entre les bassins versants du Rhin et de la Meuse au sein du bassin Rhin-Meuse. Elle n'est drainée par aucun cours d'eau,.

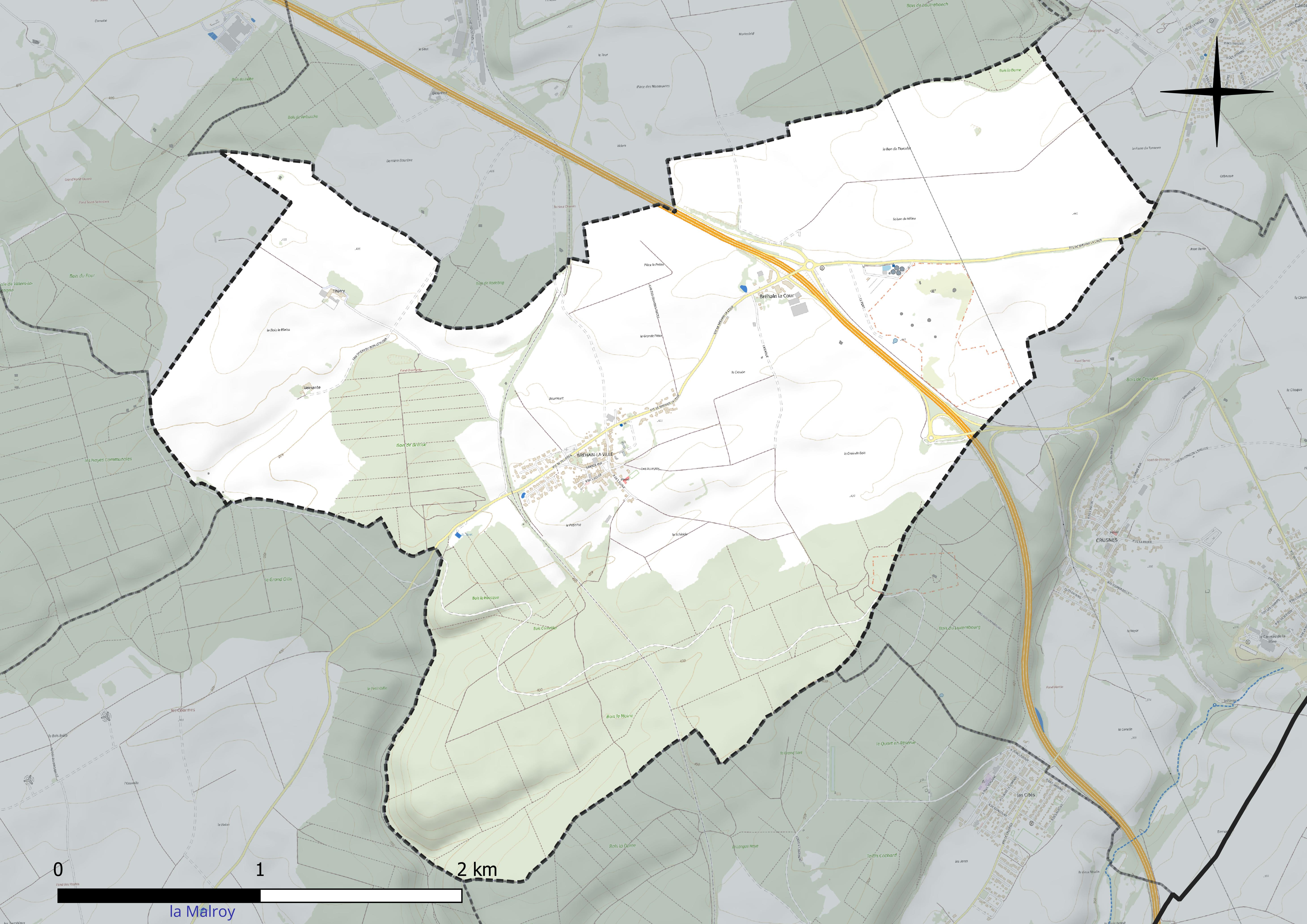
Réseau hydrographique de Bréhain-la-Ville.

### Climat
Pour des articles plus généraux, voir Climat du Grand Est et Climat de Meurthe-et-Moselle.
En 2010, le climat de la commune est de type climat de montagne, selon une étude du Centre national de la recherche scientifique s'appuyant sur une série de données couvrant la période 1971-2000. En 2020, Météo-France publie une typologie des climats de la France métropolitaine dans laquelle la commune est exposée à un climat semi-continental et est dans la région climatique  Lorraine, plateau de Langres, Morvan, caractérisée par un hiver rude (1,5 °C), des vents modérés et des brouillards fréquents en automne et hiver. 
Pour la période 1971-2000, la température annuelle moyenne est de 8,8 °C, avec une amplitude thermique annuelle de 16,7 °C. Le cumul annuel moyen de précipitations est de 936 mm, avec 13,5 jours de précipitations en janvier et 9,4 jours en juillet. Pour la période 1991-2020, la température moyenne annuelle observée sur la station météorologique de Météo-France la plus proche, « Villette », sur la commune de Villette à 25 km à vol d'oiseau, est de 10,1 °C et le cumul annuel moyen de précipitations est de 909,4 mm. 
La température maximale relevée sur cette station est de 39 °C, atteinte le 25 juillet 2019 ; la température minimale est de −14,8 °C, atteinte le 20 décembre 2009,,. 
Les paramètres climatiques de la commune ont été estimés pour le milieu du siècle (2041-2070) selon différents scénarios d'émission de gaz à effet de serre à partir des nouvelles projections climatiques de référence DRIAS-2020. Ils sont consultables sur un site dédié publié par Météo-France en novembre 2022.

## Urbanisme

### Typologie
Au 1er janvier 2024, Bréhain-la-Ville est catégorisée commune rurale à habitat dispersé, selon la nouvelle grille communale de densité à sept niveaux définie par l'Insee en 2022.
Elle est située hors unité urbaine. Par ailleurs la commune fait partie de l'aire d'attraction de Luxembourg (partie française), dont elle est une commune de la couronne,. Cette aire, qui regroupe 115 communes, est catégorisée dans les aires de 700 000 habitants ou plus (hors Paris),.

### Occupation des sols
L'occupation des sols de la commune, telle qu'elle ressort de la base de données européenne d’occupation biophysique des sols Corine Land Cover (CLC), est marquée par l'importance des territoires agricoles (66,9 % en 2018), une proportion identique à celle de 1990 (66,9 %). La répartition détaillée en 2018 est la suivante : terres arables (61,1 %), forêts (33,1 %), zones agricoles hétérogènes (3,3 %), prairies (2,6 %). L'évolution de l’occupation des sols de la commune et de ses infrastructures peut être observée sur les différentes représentations cartographiques du territoire : la carte de Cassini (XVIIIe siècle), la carte d'état-major (1820-1866) et les cartes ou photos aériennes de l'IGN pour la période actuelle (1950 à aujourd'hui).

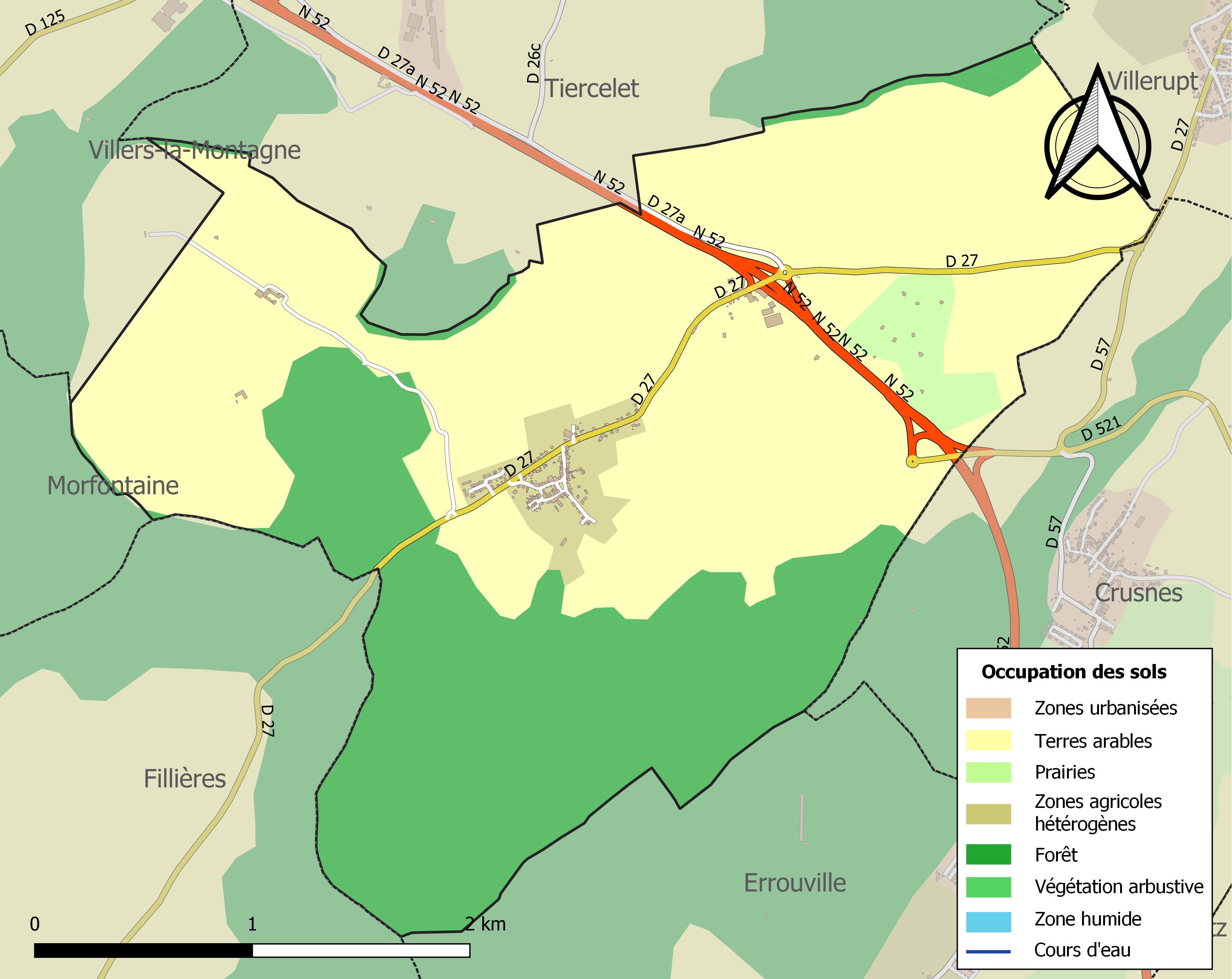
Carte des infrastructures et de l'occupation des sols de la commune en 2018 (CLC).

## Toponymie
Bréhain-la-Ville est attesté sous les formes Berchem (1169) ; Brehem (1178) ; Breheim (1178) ; Brehem ; Berckhyem (1206) ; Brihenas (1284) ; Bergheim (1341) ; Berghegin (1341) ; « Brehein-la-Ville sus lai vieille voye » (1400) ; Brehan-la-Ville (1594) ; Brehen (1600) ; Breheim-la-Ville (1627), Brehain la Ville (1793), Brehen (1801).

Leit-Bierchem et Bréheem en luxembourgeois. 

Bréhain-la-cour, ancien hameau de Bréhain-la-Ville est attesté sous les formes Brehain-la-Court (1576) ; Brehaim-la-Court (1627) ; Brehain-la-Cour ou la Tour (XVIIIe siècle) ; La Cour (1793).

Haff-Bierchem en luxembourgeois.

Le nom Bréhain est issu du germanique berg « mont » et heim « maison, village ».
Bréhain-la-Ville, avec son annexe Bréhain-la-Cour, est un petit village du Pays-Haut situé sur le point culminant du plateau agricole.

## Histoire
Elle aurait été fondée par des Germains qui lui auraient donné son nom « Berg Heim », la demeure sur la montagne. Elle était rattachée au bailliage de Villers-la-Montagne après 1750.
Louis XIV logea avec sa cour dans un hameau voisin qui prit le nom de Bréhain-la-Cour, tandis que le reste de sa suite, la Ville, logeait au village devenu Bréhain-la-Ville. 
Bréhain-la-Cour a été rattaché à Bréhain-la-Ville entre 1790 et 1794.

## Politique et administration
| Période                                  | Période                   | Identité                                           | Étiquette | Qualité        |
| ---------------------------------------- | ------------------------- | -------------------------------------------------- | --------- | -------------- |
| Les données manquantes sont à compléter. |                           |                                                    |           |                |
| mars 2001                                | mars 2008                 | Pierre Lamotte                                     |           |                |
| mars 2008                                |                           | Bernardino Pallotta                                | SE        |                |
| mars 2014                                | En cours (au 28 mai 2020) | Berardino Pallotta, Réélu pour le mandat 2020-2026 |           | Ancien ouvrier |

## Population et société

### Démographie
L'évolution du nombre d'habitants est connue à travers les recensements de la population effectués dans la commune depuis 1793. Pour les communes de moins de 10 000 habitants, une enquête de recensement portant sur toute la population est réalisée tous les cinq ans, les populations de référence des années intermédiaires étant quant à elles estimées par interpolation ou extrapolation. Pour la commune, le premier recensement exhaustif entrant dans le cadre du nouveau dispositif a été réalisé en 2005.

En 2022, la commune comptait 451 habitants, en évolution de +17,75 % par rapport à 2016 (Meurthe-et-Moselle : −0,13 %, France hors Mayotte : +2,11 %).
| 1793 | 1800 | 1806 | 1821 | 1836 | 1841 | 1861 | 1866 | 1872 |
| ---- | ---- | ---- | ---- | ---- | ---- | ---- | ---- | ---- |
| 150  | 132  | 179  | 186  | 229  | 239  | 317  | 262  | 257  |

| 1876 | 1881 | 1886 | 1891 | 1896 | 1901 | 1906 | 1911 | 1921 |
| ---- | ---- | ---- | ---- | ---- | ---- | ---- | ---- | ---- |
| 255  | 223  | 227  | 235  | 281  | 265  | 280  | 251  | 196  |

| 1926 | 1931 | 1936 | 1946 | 1954 | 1962 | 1968 | 1975 | 1982 |
| ---- | ---- | ---- | ---- | ---- | ---- | ---- | ---- | ---- |
| 199  | 205  | 220  | 149  | 151  | 197  | 225  | 223  | 175  |

| 1990 | 1999 | 2005 | 2006 | 2010 | 2015 | 2020 | 2022 | - |
| ---- | ---- | ---- | ---- | ---- | ---- | ---- | ---- | - |
| 183  | 227  | 254  | 254  | 298  | 372  | 438  | 451  | - |

## Culture locale et patrimoine

### Lieux et monuments
- Ligne Maginot : ouvrage de Bréhain sur le territoire du hameau de Bréhain-la-Cour.
- Église paroissiale Saint-Denis à Bréhain-la-Ville, parties constituantes : croix monumentale, monument sépulcral, construite en 1757.

### Associations
ASBV :  Association sportive de Bréhain, club de football créé en 2015.

### Héraldique, logotype et devise
| Blason de Bréhain-la-Ville | Blason  | D'azur à deux bars adossés d'or, accostés de deux croix de Lorraine de même, accompagnés de deux croisettes recroisetées d'argent en chef et en pointe ; au chef de gueules à la crosse abbatiale d'or posée en fasce. |
| Blason de Bréhain-la-Ville | Détails | Le statut officiel du blason reste à déterminer. |